# غارث دوسن
غارث دوسن (17 أكتوبر 1959 في نيوزيلندا - ) (بالإنجليزية: Garth Dawson)‏ هو لاعب كريكت نيوزلندي.

## وصلات خارجية
- غارث دوسن على موقع إي آس بي آن كريك إنفو (الإنجليزية)